# HD67341
HD67341 — хімічно пекулярна зоря спектрального класу B4, що має видиму зоряну величину в смузі V приблизно  6,2.
Вона  розташована на відстані близько 1929,9 світлових років від Сонця.